# Горностаєва Віра Василівна
Віра Василівна Горностаєва (рід. 1 жовтня 1929, Москва — 19 січня 2015) — радянська та російська піаністка, педагог, музично-громадський діяч, публіцист. Професор та завідувачка кафедрою спеціального фортепіано Московської консерваторії. Президент Московського Союзу музикантів. Народна артистка РРФСР (1988).

## З життєпису
В 1952 закінчила МГК імені П. І. Чайковського, а в 1955 — аспірантуру по класу фортепіано (Г. Г. Нейгауза), після якої одразу почала викладацьку та концертну діяльність. Після закінчення аспірантури Московської консерваторії в 1955 викладала в Музично-педагогічному інституті імені Гнесіних (1955-59), а з 1959 — в Московській консерваторії (професор з 1966).
Серед учнів Віри Горностаєвої — Етері Анджапарідзе, Павло Єгоров, Сергій Бабаян, Діна Йоффе, Валерій Сігалевіч, Вадим Агєєв, Семен Кручина, Олександр Палей, Олександр Слободяник, Михайло Коллонтай, Ірина Чуковська, Вадим Холоденко, Карен Корнієнко.
Отримали нагороди:
- 1966 — заслужена артистка РРФСР.
- 1988 — народна артистка РРФСР.
- 1985 — премія журналу «Вогник» за найкращі статті року.

Віра Василівна Горностаєва написала багато статей про відомих російських виконавців, у тому числі про Ю. А. Башмет, Г. Г. Нейгауза, М. В. Плетньова, С. Т. Ріхтера.
- Дві години після концерту. — М.: Радянський композитор, 1991. — 280 с.

4-е вид.: М, 2004. — 239 с.
- Саме ім'я його символічно…// Згадуючи Святослава Ріхтера. Святослав Ріхтер очима колег, друзів та шанувальників. — М.: Константа, 2000. — С. 89 — 102. — ISBN 5-93123-010-6.